# Abierto Mexicano Telcel 2024
Abierto Mexicano Telcel 2024 — тенісний турнір, що проходив на кортах з твердим покриттям у місті Акапулько, Мексика з 26 лютого до 3 березня. Належав до категорії ATP 500.

## Фінальна частина

### Одиночний розряд
Алекс де Мінор —  Каспер Рууд 6–4, 6–4

### Парний розряд
Юго Нис /  Ян Зелінський —  Сантьяго Гонсалес /  Ніл Скупскі 6–3, 6–2